# Eurocopa Sub-21 de 2000
La Eurocopa Sub-21 de 2000 (en eslovaco: Majstrovstvá Európy vo futbale hráčov do 21 rokov 2000) se llevó a cabo del 27 de mayo al 4 de junio en Eslovaquia y contó con la participación de ocho selecciones nacionales sub-21 de UEFA para definir a cuatro clasificados a fútbol en los Juegos Olímpicos de Sídney 2000.
Italia ganó el torneo por cuarta ocasión y clasificó a Sídney 2000 junto a España, República Checa y el anfitrión Eslovaquia.

## Participantes
| País                   | Modo de clasificación | Fecha de clasificación  | Apariciones anteriores1, 2                                      |
| ---------------------- | --------------------- | ----------------------- | --------------------------------------------------------------- |
| Italia                 | Ganador de Grupo 1    | 17 de noviembre de 1999 | 10 (1978, 1980, 1982, 1984, 1986, 1988, 1990, 1992, 1994, 1996) |
| Turquía                | Ganador Grupo 3       | 16 de noviembre de 1999 | 0 (debut)                                                       |
| Inglaterra3            | Ganador Grupo 5       | 29 de marzo de 2000     | 6 (1978, 1980, 1982, 1984, 1986, 1988)                          |
| España                 | Ganador Grupo 6       | 16 de noviembre de 1999 | 10 (1978, 1980, 1982, 1984, 1986, 1988, 1990, 1994, 1996, 1998) |
| Países Bajos           | Segundo del Grupo 6   | 17 de noviembre de 1999 | 3 (1988, 1992, 1998)                                            |
| Eslovaquia (anfitrión) | Ganador Grupo 7       | 17 de noviembre de 1999 | 0 (debut)                                                       |
| Croacia                | Ganador Grupo 8       | 17 de noviembre de 1999 | 0 (debut)                                                       |
| República Checa        | Segundo del Grupo 9   | 17 de noviembre de 1999 | 1 (1996)                                                        |

1 Negrita indica torneo que ganó
2 Cursiva indica torneo que fue sede
3 Inglaterra originalmente iba a enfrentar a RF Yugoslavia. Sin embargo, el partido de ida que se iba a jugar en Belgrado fue cancelado por tensiones políticas. Se sugirió Luxemburgo como sede pero fue cancelado por razones de seguridad. Se recomendó después que se jugara en el Mini Estadi en Barcelona el 29 de marzo de 2000, partido que ganó Inglaterra por 3–0.

## Sedes
| Bratislava                                           | Trenčín                                              | Trnava                                     | Bratislava                                           |
| ---------------------------------------------------- | ---------------------------------------------------- | ------------------------------------------ | ---------------------------------------------------- |
| Tehelné pole                                         | Štadión na Sihoti                                    | Štadión Antona Malatinského                | Štadión Pasienky                                     |
| 48°09′48.81″N 17°08′12.68″E / 48.1635583, 17.1368556 | 48°53′55.25″N 18°02′41.06″E / 48.8986806, 18.0447389 | 48°22′24″N 17°35′30″E / 48.37333, 17.59167 | 48°09′58.24″N 17°08′33.01″E / 48.1661778, 17.1425028 |
| Capacidad: 30,087                                    | Capacidad: 22,079                                    | Capacidad: 18,500                          | Capacidad: 8,632                                     |
|                                                      |                                                      |                                            |                                                      |
| Bratislava Trenčín Trnava                            |                                                      |                                            |                                                      |

## Árbitros
| País              | Árbitro                       |
| ----------------- | ----------------------------- |
| Francia           | Stéphane Bré                  |
| Alemania          | Herbert Fandel                |
| Malasia           | Selearajen Subramaniam        |
| Irlanda del Norte | Leslie Irvine                 |
| Rusia             | Valentín Valentínovich Ivanov |
| Suecia            | Karl-Erik Nilsson             |
| Suiza             | Dieter Schoch                 |

## Fase de grupos

### Grupo A
| País            | J | G | E | P | GF | GC | GD | Pts |
| --------------- | - | - | - | - | -- | -- | -- | --- |
| República Checa | 3 | 2 | 1 | 0 | 8  | 5  | +3 | 7   |
| España          | 3 | 1 | 2 | 0 | 2  | 1  | +1 | 5   |
| Países Bajos    | 3 | 1 | 0 | 2 | 3  | 5  | −2 | 3   |
| Croacia         | 3 | 0 | 1 | 2 | 4  | 6  | −2 | 1   |

| 27-5-2000 | España    | 1–1     | República Checa | Štadión na Sihoti, Trenčín                               |                                                          |
|           | Luque 90' | Reporte | L. Došek 55'    | Asistencia: 8,281 espectadores Árbitro(s): Leslie Irvine | Asistencia: 8,281 espectadores Árbitro(s): Leslie Irvine |

| 27-5-2000 | Croacia     | 1–2     | Países Bajos                                | Štadión Antona Malatinského, Trnava                   |                                                       |
|           | Miladin 20' | Reporte | Van Bommel 42' · Vennegoor of Hesselink 84' | Asistencia: 959 espectadores Árbitro(s): Stéphane Bré | Asistencia: 959 espectadores Árbitro(s): Stéphane Bré |

| 29-5-2000 | España | 0–0     | Croacia | Štadión Antona Malatinského, Trnava                      |                                                          |
|           |        | Reporte |         | Asistencia: 843 espectadores Árbitro(s): Valentin Ivanov | Asistencia: 843 espectadores Árbitro(s): Valentin Ivanov |

| 29-5-2000 | República Checa                   | 3–1     | Países Bajos | Štadión na Sihoti, Trenčín                                        |                                                                   |
|           | Jankulovski 28' · Jarolím 54' 82' | Reporte | Lurling 18'  | Asistencia: 8,281 espectadores Árbitro(s): Selearajen Subramaniam | Asistencia: 8,281 espectadores Árbitro(s): Selearajen Subramaniam |

| 1-6-2000 | Países Bajos | 0–1     | España    | Štadión Antona Malatinského, Trnava                    |                                                        |
|          |              | Reporte | Angulo 6' | Asistencia: 792 espectadores Árbitro(s): Dieter Schoch | Asistencia: 792 espectadores Árbitro(s): Dieter Schoch |

| 1-6-2000 | República Checa                                                   | 4–3     | Croacia                  | Štadión na Sihoti, Trenčín                                   |                                                              |
|          | L. Došek 44' (pen.) · Baroš 54' · Petrouš 61' (pen.) · Sionko 80' | Reporte | Šerić 4' · Tudor 57' 85' | Asistencia: 8,188 espectadores Árbitro(s): Karl-Erik Nilsson | Asistencia: 8,188 espectadores Árbitro(s): Karl-Erik Nilsson |

### Grupo B
| País       | J | G | E | P | GF | GC | GD | Pts |
| ---------- | - | - | - | - | -- | -- | -- | --- |
| Italia     | 3 | 2 | 1 | 0 | 6  | 2  | +4 | 7   |
| Eslovaquia | 3 | 2 | 1 | 0 | 5  | 2  | +3 | 7   |
| Inglaterra | 3 | 1 | 0 | 2 | 6  | 4  | +2 | 3   |
| Turquía    | 3 | 0 | 0 | 3 | 2  | 11 | −9 | 0   |

| 27-5-2000 | Italia                           | 2–0     | Inglaterra | Tehelné pole, Bratislava                                  |                                                           |
|           | Comandini 24' · Pirlo 45' (pen.) | Reporte |            | Asistencia: 3,522 espectadores Árbitro(s): Herbert Fandel | Asistencia: 3,522 espectadores Árbitro(s): Herbert Fandel |

| 27-5-2000 | Eslovaquia               | 2–1     | Turquía    | Štadión Pasienky, Bratislava                                 |                                                              |
|           | Greško 6' · Čišovský 67' | Reporte | Dursun 63' | Asistencia: 6,000 espectadores Árbitro(s): Karl-Erik Nilsson | Asistencia: 6,000 espectadores Árbitro(s): Karl-Erik Nilsson |

| 29-5-2000 | Italia      | 1–1     | Eslovaquia | Štadión Pasienky, Bratislava                             |                                                          |
|           | Baronio 17' | Reporte | Babnič 73' | Asistencia: 7,450 espectadores Árbitro(s): Dieter Schoch | Asistencia: 7,450 espectadores Árbitro(s): Dieter Schoch |

| 29-5-2000 | Inglaterra                                                                 | 6–0     | Turquía | Tehelné pole, Bratislava                              |                                                       |
|           | Lampard 28' · Jeffers 45' · Cort 66' · King 73' · Mills 77' · Campbell 90' | Reporte |         | Asistencia: 550 espectadores Árbitro(s): Stéphane Bré | Asistencia: 550 espectadores Árbitro(s): Stéphane Bré |

| 1-6-2000 | Turquía     | 1–3     | Italia                                         | Tehelné pole, Bratislava                                 |                                                          |
|          | S. Akın 54' | Reporte | Spinesi 14' · Baronio 36' (pen.) · Ventola 83' | Asistencia: 374 espectadores Árbitro(s): Valentin Ivanov | Asistencia: 374 espectadores Árbitro(s): Valentin Ivanov |

| 1-6-2000 | Inglaterra | 0–2     | Eslovaquia              | Štadión Pasienky, Bratislava                               |                                                            |
|          |            | Reporte | Babnič 67' · Németh 74' | Asistencia: 11,400 espectadores Árbitro(s): Herbert Fandel | Asistencia: 11,400 espectadores Árbitro(s): Herbert Fandel |

## Fase Final

### Tercer Lugar
| Equipo 1 | Resultado | Equipo 2   |
| -------- | --------- | ---------- |
| España   | 1-0       | Eslovaquia |

### Final
| Equipo 1 | Resultado | Equipo 2        |
| -------- | --------- | --------------- |
| Italia   | 2-1       | República Checa |

## Campeón
|                           |
| Bandera de Italia         |
| Campeón Italia 4.º título |

## Clasificados a Juegos Olímpicos
- Italia
- República Checa
- España
- Eslovaquia

## Goleadores
3 goles
- Andrea Pirlo[4]

2 goles
- Igor Tudor
- Lukáš Došek
- David Jarolím
- Roberto Baronio
- Peter Babnič

1 gol
- Darko Miladin
- Anthony Šerić
- Milan Baroš
- Tomáš Došek
- Marek Jankulovski
- Adam Petrouš
- Libor Sionko
- Andy Campbell
- Carl Cort
- Francis Jeffers
- Ledley King
- Frank Lampard
- Danny Mills
- Gianni Comandini
- Gionatha Spinesi
- Nicola Ventola
- Anthony Lurling
- Mark van Bommel
- Jan Vennegoor of Hesselink
- Miguel Ángel Angulo
- Jordi Ferrón
- Albert Luque
- Marián Čišovský
- Vratislav Greško
- Szilárd Németh
- Serhat Akın
- Ahmet Dursun

## Posiciones Finales
| Pos.              | Equipo          | Pts. | PJ | G | E | P | GF | GC | Dif. | Resultado                    |
| ----------------- | --------------- | ---- | -- | - | - | - | -- | -- | ---- | ---------------------------- |
| Medalla de oro    | Italia          | 10   | 4  | 3 | 1 | 0 | 8  | 3  | +5   | Oro                          |
| Medalla de plata  | República Checa | 7    | 4  | 2 | 1 | 1 | 9  | 7  | +2   | Plata                        |
| Medalla de bronce | España          | 8    | 4  | 2 | 2 | 0 | 3  | 1  | +2   | Bronce                       |
| 4                 | Eslovaquia (H)  | 7    | 4  | 2 | 1 | 1 | 5  | 3  | +2   | 4° Lugar                     |
|                   |                 |      |    |   |   |   |    |    |      |                              |
| 5                 | Inglaterra      | 3    | 3  | 1 | 0 | 2 | 6  | 4  | +2   | Eliminados en fase de grupos |
| 6                 | Países Bajos    | 3    | 3  | 1 | 0 | 2 | 3  | 5  | −2   | Eliminados en fase de grupos |
| 7                 | Croacia         | 1    | 3  | 0 | 1 | 2 | 4  | 6  | −2   | Eliminados en fase de grupos |
| 8                 | Turquía         | 0    | 3  | 0 | 0 | 3 | 2  | 11 | −9   | Eliminados en fase de grupos |

 Fuente: 